# Cosimo Morelli

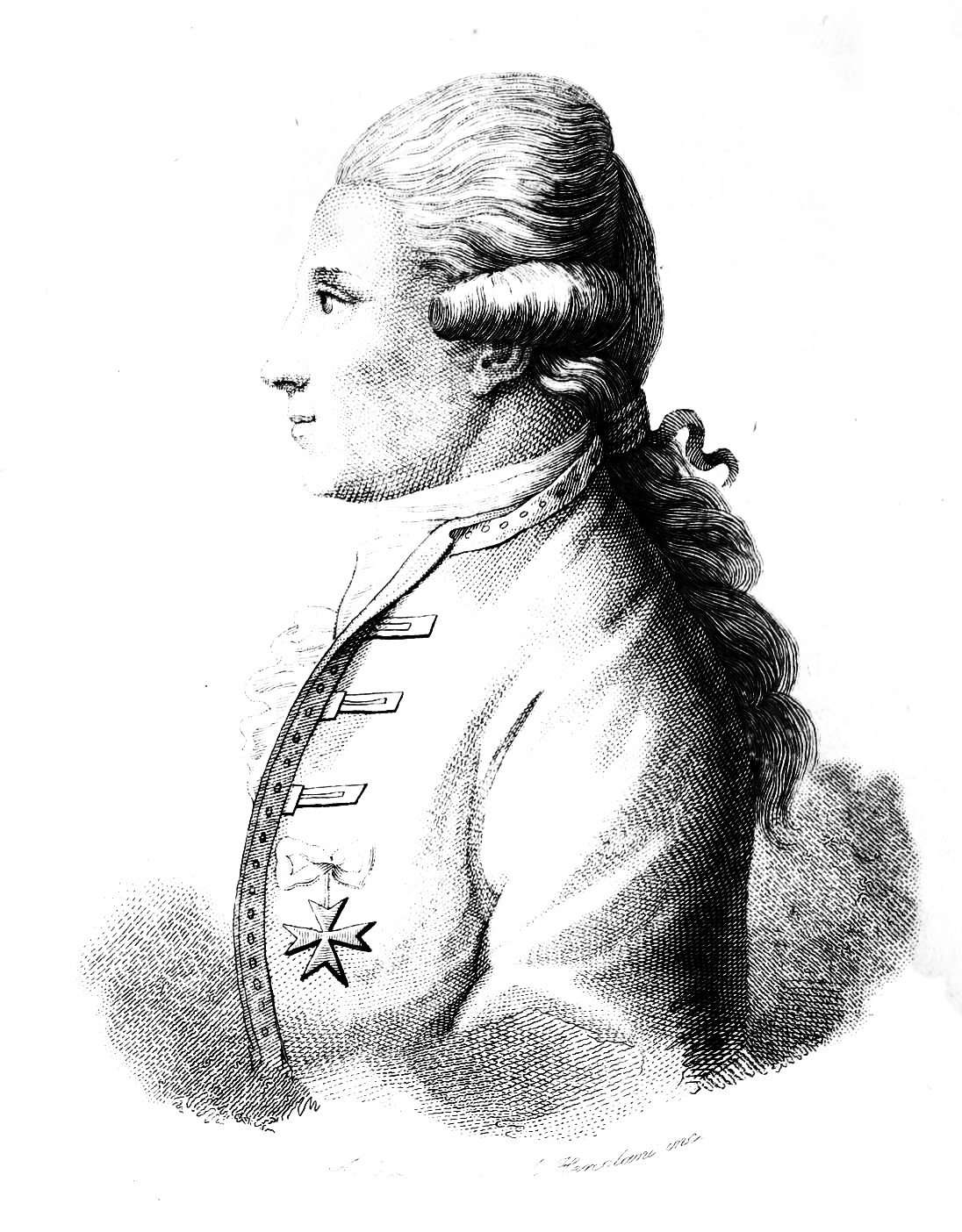
Cosimo Morelli

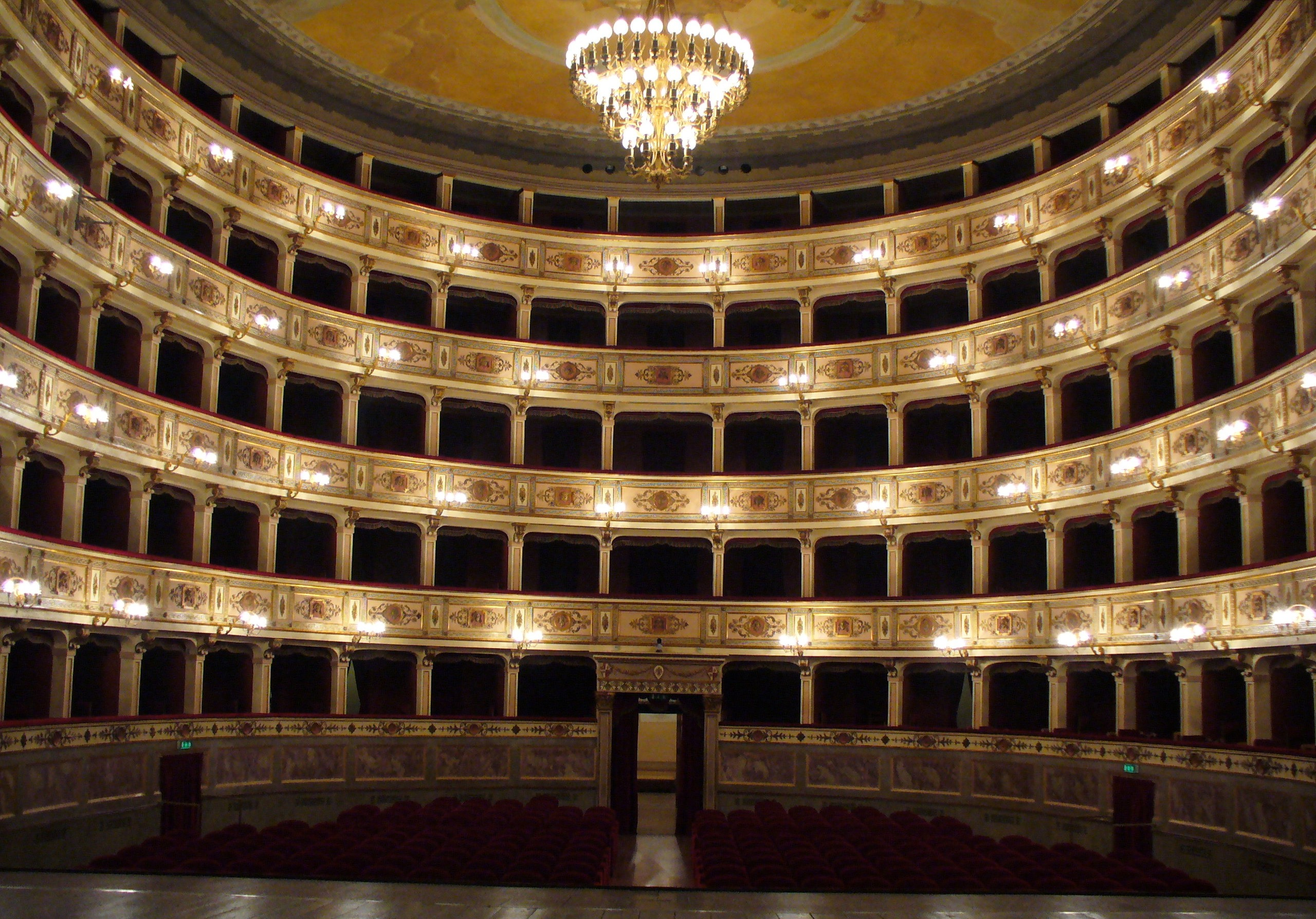
Interieur Teatro dell'Aquila

Cosimo Morelli (Imola, 1732 – aldaar, 1812) was een Italiaans architect. Hij was een van de voornaamste vertegenwoordigers van het neoclassicisme in Italië.

## Leven en werk
Hij was de zoon van de architect Domenico Morelli. Hij studeerde voor architect onder Giovanni Domenico Trifogli (1675–1759), die behoorde tot de Magistri Comacini (ook Maestri Comacini), wat een voortzetting was van een middeleeuws metselaarsgilde in Lombardije.
Morelli was in de 18e eeuw de meest productieve architect van de Kerkelijke Staat. Hij had dit mede te danken aan zijn goede contacten met de Romeinse Curie. Morelli heeft onder de pontificaten van Paus Pius VI en Paus Pius VII vele burgerlijke en godsdienstige bouwwerken ontworpen en gerenoveerd. Naast bouwkundig talent beschikte hij over organisatorische vaardigheden die hem in staat stelden relatief goedkoop te bouwen. Bij de realisatie van zijn ontwerpen wist hij kunstenaars en schilders van naam in te schakelen, zoals: Alessandro Dalla Nave, Antonio Villa en Angelo Gottarelli.

## Werken (selectie)
- Chiesa di San Prospero in Imola, voltooid op 4 september 1836 in opdracht van bisschop Giovanni Maria Mastai-Ferretti, die in 1846 Paus Pius IX zou worden.
- Palazzo Braschi in Rome (1792), aan de Piazza Navona en de Corso Vittorio Emanuele II, in opdracht van graaf Luigi Braschi Onesti, een neef van Pius IX, op de plaats waar voordien een 'palazzo' van de Orsini's stond. Het Museo di Roma is erin gevestigd.
- Teatro dell'Aquila in Fermo, in 1780, dat bekendstaat om zijn goede akoestiek.
- Teatro Lauro Rossi in Macerata, in 1774.
- Teatro Pergolesi in Jesi, in 1790 (samen met Francesco Maria Ciarrafoni).
- Renovatie Palazzo Santobono in Rome, vanaf 1790.[1]

- Biblioteca Nacional de España: XX1731165
- Bibliothèque nationale de France: cb10365672n (data)
- Gemeinsame Normdatei: 118918869
- International Standard Name Identifier: 0000 0000 6628 9514
- Library of Congress Control Number: nr90014178
- Istituto Centrale per il Catalogo Unico: RAVV097063
- Union List of Artist Names: 500008943
- Virtual International Authority File: 47560521
- WorldCat: E39PBJkxPK7grFyPyqqHDbFtKd